# يوم حليمة
يوم حليمة هو يوم وقع بين الغساسنة، وبين المناذرة في قنسرين، وانتهى بانتصار الغساسنة ومقتل المنذر بن ماء السماء.

## الأسباب
لما تولّى المنذر بن ماء السماء ملك الحيرة، واستقر في ملكه سار إلى الحارث بن جبلة الغساني ملك الغساسنة، طالباً بثأر أبيه عنده، وبعث إليه: إني قد أعددت لك الكهول على الفحول، فأجابه الحارث: قد أعددت لك المرد على الجرد.

## المعركة
سار المنذر حتى نزل بمرج حليمة، وسار إليه الحارث أيضاً، ثم اشتبكوا في القتال، ومكثت الحرب أياماً ينتصف بعضهم من بعض. فلما رأى ذلك الحارث قعد في قصره، ودعا ابنته حليمة، وكانت من أجمل النساء، فأعطاها طيباً وأمرها أن تطيب من مر بها من جنده، فجعلوا يمرون بها وتطيبهم، ثم نادى: يا فتيان غسان، من قتل ملك الحيرة، زوجته ابنتي. فقال لبيد بن عمرو الغسائي لأبيه: يا أبت؟ أنا قاتل ملك الحيرة أو مقتول دونه لا محالة، ولست أرضى فرسي فأعطني فرسك، فأعطاه فرسه.
فلما زحف الناس واقتتلوا ساعة شد لبيد على المنذر فضربه ضربة، ثم ألقاه عن فرسه، وانهزم أصحاب المنذر من كل وجه، ونزل لبيد فاحتز رأسه، وأقبل به إلى الحارث وهو على قصره ينظر إليهم، فألقى الرأس بين يديه، فقال له الحارث: شأنك بابنة عمك – أي حليمة -، فقد زوجتكها. فقال: بل أنصرف فأواسي أصحابي بنفسي، فإذا انصرف الناس انصرفت. ورجع فصادف أخا المنذر قد رجع إليه الناس وهو يقاتل، وقد اشتدت نكايته، فتقدم لبيد فقاتل حتى قتل، ولكن لخماً انهزمت ثانية، وقتلوا في كل وجه، وانصرفت غسان بأحسن الظفر، بعد أن أسروا كثيراً ممن كانوا مع المنذر من العرب.
وكان من أسرهم الحارث مائة من بنى تميم، فيهم شأس بن عبدة، ولما سمع أخوه علقمة وفد إليه مستشفعاً، وأنشده هذه المفضلية، ومما قال فيها:
ولما بلغ إلى قوله : (فحق لشأس من نداك ذنوب)، قال الملك : أي والله وأذنبة، ثم أطلق شأساً وقال له : إن شئت الحباء، وإن شئت أسراء قومك. وقال لجلسائه : إن اختار الحباء على قومه فلا خير فيه، فقال : أيها الملك، ما كنت لأختار على قومي شيئاً، فأطلق له الأسرى من تميم وكساه وحباه، وفعل ذلك بالأسرى جميعهم وزودهم زاداً كثيراً، فلما بلغوا بلادهم أعطوا جميع ذلك لشأس وقالوا له : أنت كنت السبب في إطلاقنا، فاستعن بهذا على دهرك، فحصل له كثير من إبل وكسوة وغير ذلك.
وفي هذا اليوم ضرب المثل: ما يوم حليمة بسر.